# Etapa do Rio de Janeiro de 2010 (Fórmula Truck)
A Etapa do Rio de Janeiro foi a segunda corrida da temporada 2010 da Fórmula Truck. O vencedor foi o paulista Roberval Andrade.

## Corrida
| Pos | Nº  | Piloto            | Equipe     | Voltas | Tempo/Aband.  | Grid | Pontos¹ |
| --- | --- | ----------------- | ---------- | ------ | ------------- | ---- | ------- |
| 1   | 100 | Roberval Andrade  | Scania     | 29     | 1:01:09.475   | 2    | 5 + 25  |
| 2   | 51  | Leandro Reis      | Scania     | 29     | +3.367        | 4    | 4 + 20  |
| 3   | 2   | Valmir Benavides  | Volkswagen | 29     | +8.571        | 3    | 3 + 17  |
| 4   | 6   | Wellington Cirino | Mercedes   | 29     | +16.755       | 6    | 1 + 14  |
| 5   | 4   | Felipe Giaffone   | Volkswagen | 29     | +17.136       | 24   | 0 + 12  |
| 6   | 9   | Renato Martins    | Volkswagen | 29     | +20.081       | 8    | 0 + 10  |
| 7   | 55  | Paulo Salustiano  | Volvo      | 29     | +27.096       | 12   | 0 + 8   |
| 8   | 7   | Debora Rodrigues  | Volkswagen | 29     | +32.134       | 18   | 0 + 7   |
| 9   | 11  | Diumar Bueno      | Volvo      | 29     | +33.082       | 17   | 0 + 6   |
| 10  | 21  | José Cangueiro    | Mercedes   | 29     | +50.984       | 16   | 0 + 5   |
| 11  | 77  | André Marques     | Scania     | 29     | +52.335       | 21   | 0 + 4   |
| 12  | 7   | Fred Marinelli    | Volkswagen | 29     | +56.827       | 11   | 0 + 3   |
| 13  | 33  | Cristiano da Mata | Iveco      | 29     | + 1:03.775    | 23   | 0 + 2   |
| 14  | 28  | Fabiano Brito     | Ford       | 29     | +1:04.484     | 20   | 0 + 1   |
| 15  | 20  | Pedro Muffato     | Scania     | 23     | + 6 voltas    | 14   |         |
| 16  | 08  | Bruno Junqueira   | Ford       | 23     | não completou | 13   |         |
| Ret | 73  | Leandro Totti     | Mercedes   | 20     | motor         | 9    |         |
| Ret | 23  | Adalberto Jardim  | Volvo      | 17     | motor         | 25   |         |
| Ret | 12  | José Maria Reis   | Scania     | 13     | Turbina       | 5    | 2 + 0   |
| Ret | 88  | Beto Monteiro     | Iveco      | 13     | motor         | 7    |         |
| Ret | 46  | Anderson Toso     | Ford       | 12     | motor         | 15   |         |
| Ret | 3   | Geraldo Piquet    | Mercedes   | 10     | colisão       | 19   |         |
| Ret | 56  | Danilo Dirani     | Ford       | 10     | + 19 voltas   | 1    |         |
| Ret | 14  | João Maistro      | Mercedes   | 9      | motor         | 10   |         |

- Nota 1:  De acordo com o regulamento da temporada, são distribuidos pontos para os cinco primeiros que cruzarem a linha de chegada na 12º volta e para os 14 que cruzarem na ultima volta.